# Раймонд I де Бо (сеньор де Мейрарг)
Раймонд I де Бо (фр. Raymond I des Baux, ум. 1236/1237) — сеньор де Мейрарг с 1201, года виконт Марселя.

## Биография
Сын Бертрана I де Бо (ум. 1201), сеньора Мейрарга, Пюирикара, Эгия, Мариньяна, Сен-Викторе, Берра, Истра, Мирама, Витролля, и Стефанетты де Бо.
Женился на Алазасии, дочери Гуго Жоффруа III, виконта Марселя, и унаследовал его титул.
Участвовал в войне против графа Прованса Раймонда Беренгера IV, которая закончилась 23 декабря 1228 года арбитражем Гильома, графа Женевского. По условиям мира Раймонд I и Бертран, его сын, отказывались от претензий на остров Сен-Женьес и на Роквер, и давали в залог своих обещаний замки Эгий и Гардан; взамен граф обязался не заключать мира с марсельцами, пока не добьется у них утверждения годового пенсиона в 3 тыс. су, который они пообещали Раймонду в 1225 году.
Этот договор не помешал Раймонду вскоре объединиться со своим дядей Гуго III де Бо, Раймондом VII Тулузским и городами Марселем и Тарасконом против графа Прованского, и начать новую войну. Она закончилась в 1233 году благодаря вмешательству императора Фридриха II.
После смерти его владения были разделены между сыновьями, основавшими три линии дома де Бо:
- Бертран II получил Мейрарг, Пюирикар и Эгий → линия Мейрарг
- Жильбер I (ум. 1277) — Мариньян и Сен-Викторе → линия Мариньян
- Гильом I (ум. 1266/1267) — Берр, Истр, Лансон и Шатонеф → линия Берр